# Claudia Balko
Claudia Balko (* 1962) ist eine deutsche Schauspielerin.

## Leben
Claudia Balko studierte von 1984 bis 1987 Schauspiel an der Universität der Künste Berlin. Als Nachfolgerin von Tamara Rohloff hatte sie erste regelmäßige Fernsehauftritte ab der dritten Staffel von Die Vier aus der Zwischenzeit (damals neben Christoph M. Ohrt, Alexander Hauff, Claudia Matschulla), einer Sitcom-Einlage der ARD-Jugendreihe 45 Fieber (1984–1989). Von 1986 bis 1994 hatte sie ein Festengagement am Grips-Theater, seitdem ist sie freischaffend tätig. Neben regelmäßigen Gastauftritten am Grips-Theater spielte Balko bislang an weiteren Berliner Bühnen wie der Tribüne, dem Theater am Kurfürstendamm, dem Theater Strahl, der Berliner StaatsPOPerette und dem Atze Musiktheater. Balko war unter anderem im Musical Linie 1 zu sehen, mit dem sie auf Welttournee ging. Mit Flimmerbilly, einer weiteren Grips-Produktion, gastierte sie in Südkorea und Indien.
Seit Beginn der 1990er-Jahre war Balko auch häufig vor der Kamera zu sehen, meist als Gastdarstellerin in Serien. In vier Tatort-Folgen verkörperte sie die Figur der Beate Berger, 1996 spielte sie in den ersten acht Folgen der Actionserie Alarm für Cobra 11 – Die Autobahnpolizei. Neben der Schauspielerei arbeitet Balko als Atem- und Bewegungspädagogin und Entspannungscoach. Sie ist Dozentin für Musicalunterricht im Verein Kultur- und Lernwelten e. V. und leitet Theaterworkshops und -produktionen an Berliner Schulen.
Claudia Balko lebt in Berlin und ist Mutter zweier Töchter (* 1996 und 1999).

## Filmografie (Auswahl)
- 1984: 45 Fieber – Die Vier aus der Zwischenzeit
- 1989: Ab heute heisst du Sarah
- 1990: Alles offen (Kurzfilm)
- 1993: Tatort – Berlin – beste Lage
- 1993: Tatort – Tod einer alten Frau
- 1994: Tatort – Die Sache Baryschna
- 1994: Tatort – Geschlossene Akten
- 1996: Alarm für Cobra 11 – Die Autobahnpolizei – Bomben bei Kilometer 92 (sowie sieben weitere Folgen als Polizeihauptmeisterin Anja Heckendorn)
- 1996: 5 Stunden Angst – Geiselnahme im Kindergarten
- 1997: Ein Fall für zwei – Bis aufs Blut
- 1998: Für alle Fälle Stefanie – Von Liebe besessen
- 2000: Für alle Fälle Stefanie – Alpträume
- 2002–2005: Schloss Einstein (7 Folgen als Frau Birnbaum)
- 2005: Der letzte Zeuge – Die Sensationsreporterin
- 2015: Abwesenheit (Kurzfilm)

## Hörspiele
- 1985: Dani Levy und Anja Franke: Hau ab, nee bleib hier. Regie: Richard Hey.